# Бородіно (Митищинський міський округ)
Боро́діно (рос. Бородино) — присілок у складі Митищинського міського округу Московської області, Росія.

## Населення
Населення — 256 осіб (2010; 134 у 2002).
Національний склад (станом на 2002 рік):
- росіяни — 95 %